# Kudrînți, Borșciv
Kudrînți (în ucraineană Кудринці) este localitatea de reședință a comunei Kudrînți din raionul Borșciv, regiunea Ternopil, Ucraina.

## Demografie
Componența lingvistică a localității Kudrînți
     Ucraineană (99,62%)
     Alte limbi (0,31%)
Conform recensământului din 2001, majoritatea populației localității Kudrînți era vorbitoare de ucraineană (99,62%), existând în minoritate și vorbitori de alte limbi.